# Eje transversal PE-36 (Perú)
El Eje transversal PE-36 es uno de los veinte eje que forma parte de la red transversal de Red Vial Nacional del Perú. Está conformado por las rutas nacionales PE-36, PE-36 A, PE-36 B (ramal), PE-36 C (ramal) y PE-36 D. Recorre los departamentos de Moquegua, Tacna y Puno.

## Rutas
- PE-36: Desvío Ilo-Ilo
- PE-36 A: Desvío Moquegua-Desvío Desaguadero
- PE-36 B: Desvío Puno-Puno
- PE-36 C: Desvío Uchuni-Desvío Puente Internacional Desaguadero
- PE-36 D: Empalme PE-36 - Empalme PE-1S